# کنسرتو پیانو شماره ۴ (بتهوون)
کنسرتو پیانو شماره ۴ (انگلیسی: Piano Concerto No. 4) در سل ماژور، اپوس ۵۸، در سال (۱۸۰۶–۱۸۰۵) توسط لودویگ فان بتهوون ساخته شده‌است. بتهوون در اولین اجرای عمومی (۲۲ دسامبر ۱۸۰۸) در سالن «تئاتر ان د وین» وین، به عنوان تکنواز پیانو حضور داشته‌است.

## تاریخچه
اولین کنسرت خصوصی در خانهٔ «شاهزاده فرانتس جوزف فون لوبکوویز» اجرا شد. اورتور کوریولان و سمفونی شماره ۴ نیز در این کنسرت به اجرا درآمدند. اولین اجرای عمومی ۲۲ دسامبر ۱۸۰۸، در سالن «تئاتر ان د وین» به اجرا درآمد و بتهوون مجدداً به عنوان تکنواز برای دومین بار، در این کنسرت حضور داشت. در این اجرا علاوه بر آخرین حضورِ بتهوون به عنوان نوازنده، اجرای سمفونی شماره ۵، شماره ۶ و «فانتزی کرال» نیز در برنامهٔ کنسرت وجود داشته‌است. بتهوون این کنسرتو را به دوست، شاگرد و حامی خود آرشیدوک رودولف اهدا کرد.
در ماه مه ۱۸۰۹ یک بررسی توسط «روزنامه عمومی موسیقی» آمده‌است که این کنسرتو تحسین‌برانگیزترین، پیچیده‌ترین، منحصربه‌فرد و هنری‌ترین کنسرتوی بتهوون تاکنون است. با این حال پس از اولین اجرای عمومی، این قطعه به فراموشی سپرده شد تا سال ۱۸۳۶، هنگامی که توسط فلیکس مندلسون مجدداً احیا شد. امروزه این اثر به‌طور گسترده اجرا و ضبط می‌شود و یکی از آثار مهم ادبیاتِ کنسرتو پیانو محسوب می‌شود.

## موومان‌ها
سازهای ارکستر عبارتند از: پیانو، فلوت، ۲ ابوا، ۲ کلارینت، ۲ فاگوت، ۲ هورن، ۲ ترومپت، تیمپانی و ارکستر زهی.
این کنسرتو در سه موومان ساخته شده‌است:
I. آلگرو مَدراتو
II. آندانته کَن موتو
III. روندو، ویواچه

### موومان اول

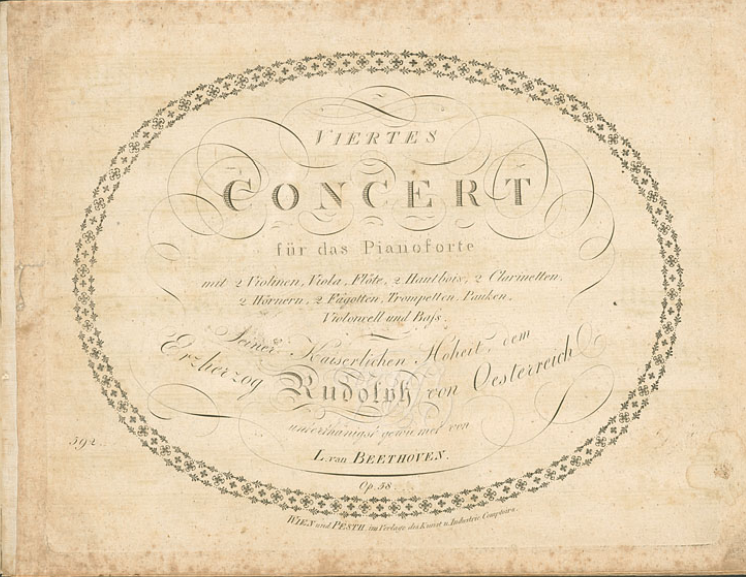
عنوان صفحه، اولین نسخه

موومان اول با پیانوی تنها و بدون ارکستر آغاز می‌شود. اجرای آکوردهای ساده با پایهٔ تنالیته قبل از ورودِ آکورد نمایان، و سپس ارکستر با همان تم در سی ماژور (یک کلید میانی) وارد می‌شود که واسطه‌ای در ارتباط با کروماتیک و تونیک است. بنا بر این، به فاصلهٔ یک میزان وارد «تم اول» می‌شود.
ارکستر تم اصلی را در «سی ماژور» بیان می‌کند، و از طریق دایره پنجم‌ها با یک کادانس قدرتمند در تونیک، انتقال و مدولاسیون به سل ماژور، با همراهی نت‌های «تریوله» و فشردگی بین صداهای بالا و پایین، «تم اول» معرفی می‌شود. موسیقی در حالی که شدت آن به پیانیسیمو کاهش می‌یابد، به کلید میانی سی مینور منتقل می‌شود و با موادی از «تم اول» بازمی‌گردد. در ادامه، موسیقی با استفاده از یک خط باس صعودی، با استفاده از سکانس‌های هارمونیک و نت پدال نمایان، تم جدیدی را که از میزان‌های ۳، ۴ و ۵ بدست آورده، بازیابی می‌کند. کادانسِ نهایی قبل از اینکه به تم اصلی نزدیک شود و بازگردد، روی «نت پدال» تونیک و «آکورد نمایان» و شدتِ فورته به تأخیر می‌افتد.
«فلیکس سالزر» (موسیقیدان، مدرس موسیقی و نظریه‌پردازِ اتریشی/آمریکایی) در بارهٔ بخش اکسپوزیسیون این موومان می‌گوید: «یکی از فریبنده‌ترین جایگزین‌های کلِ ادبیات … تمامِ گذرها به‌عنوان طولانی‌ترین تصورِ تعلیق به نظر می‌رسد، عبارت موسیقی پس از شروعِ تعلیق با آکورد سی ماژور، جسورانه جایگزینِ تونیک می‌شود. علاوه بر این عبارتِ موسیقیِ پس از تعلیق، یک ملودی موازی بسیار جالب را در قالب افزوده پیش از تعلیق در یک گام بالاتر معرفی می‌کند.»
ورودی پیانو شبیه پاساژهای بداههٔ موتزارت است که می‌توانست پس از آخرین «آکورد نمایانِ» حل نشده باقی بماند، اما ارکستر تم اصلی را قبل از پیانو اجرا می‌کند. بتهوون با سرعت بخشیدن به ریتم در بخش پیانو از نت‌های چنگ (به صورت تریوله یا سه‌تایی) گرفته تا دولاچنگ (سِکسیوله یا شش‌تایی) رو به پایین و در نهایت در گام، این بداهه را حفظ می‌کند. سپس آماده‌سازی طولانی قبل از ورود مناسب تونیک، به درستی انجام می‌گیرد و ارکستر بار دیگر تم اصلی را اجرا می‌کند.

### موومان دوم
موومان دوم طبق یک اظهارنظر از آدولف برنهارد مارکس زندگی‌نامه نویسِ بتهوون (۱۸۵۹)، با تصویری از اورفئوس با اشاره به الهه‌های انتقام در دروازه‌های هادس ارتباط دارد. موومان آهستهٔ دوم در می مینور، با حالتِ آرام، غمگین و نظمی خاص توسط پیانو و ارکستر به صورت سؤال و جواب رد و بدل می‌شود. در پایان با آکورد دو ماژور و بدون توقف به فینال می‌رسد.

### موومان سوم
بر خلاف موومان‌های قبلی، موومان سوم در فرم سنتی روندو و ساده‌تر است و با یک تم بسیار ریتمیک مشخص می‌شود. تم اصلی قبل از اینکه به یک کادانس در سل ماژور برسد، در دو ماژور (زیر نمایان) است.

## کادانزاها
کادنزا برای «کنسرتو پیانو شماره ۴»، توسط تعدادی از آهنگسازان و پیانیست‌ها در طول تاریخ نوشته شده‌است که شامل خودِ بتهوون (دو مجموعهٔ جداگانه از کادِنزاها)، یوهانس برامس، کلارا شومان، فروچو بوزونی، ایگناتس مشه‌لس، کامی سن-سانس، آنتون روبینشتاین، ویلهلم کمپف، یوجین دالبرت و لئوپولد گودوفسکی.

## یادداشت
1. ↑  Theater an der Wien
2. ↑  Prince Franz Joseph von Lobkowitz
3. ↑  Choral Fantasy
4. ↑   Allgemeine musikalische Zeitung
5. ↑  Felix Salzer
6. ↑  triplet
7. ↑  sextuplet